# Secrétaire du roi
Ne doit pas être confondu avec Secrétaire royal.

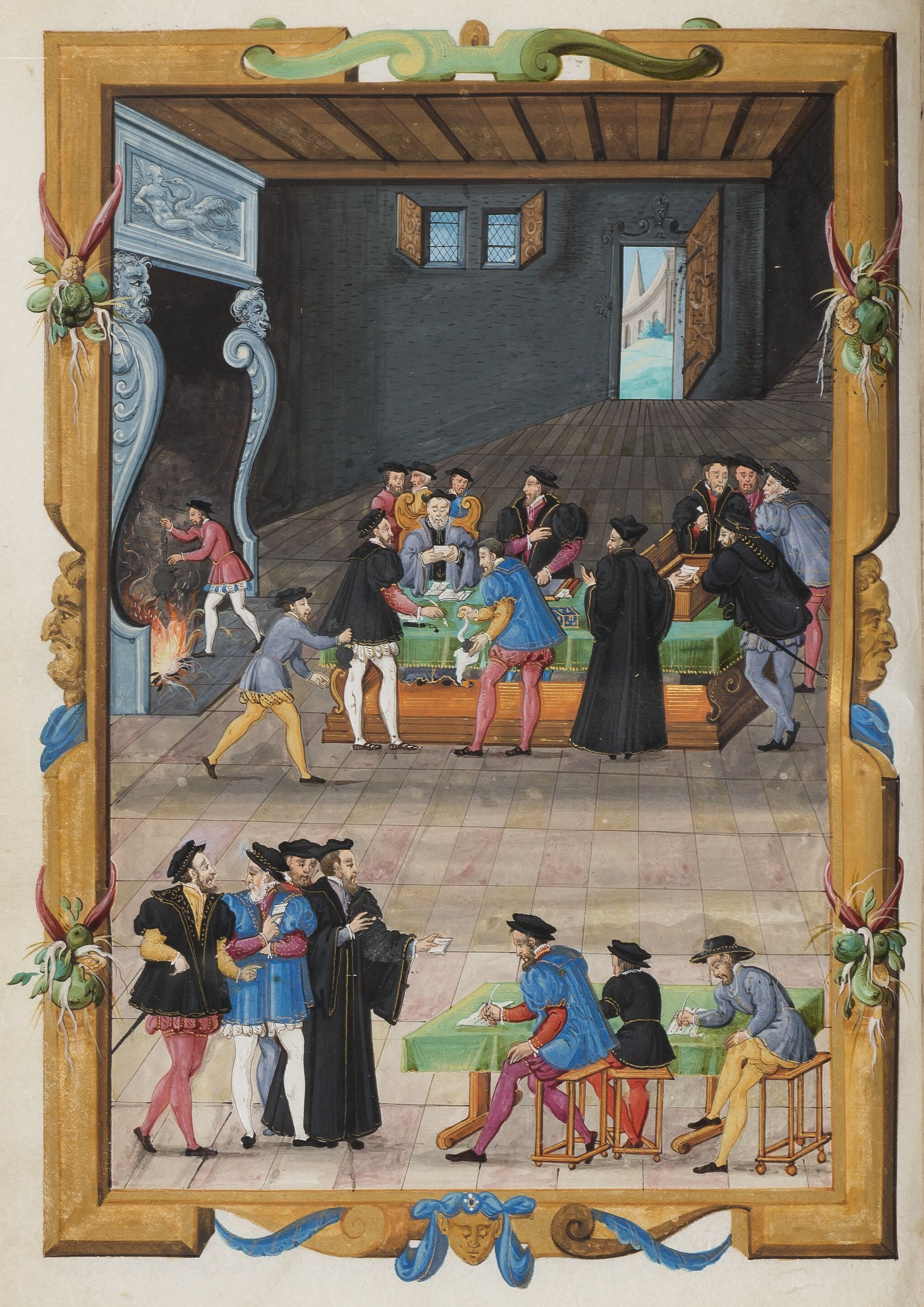
Salle du collège des notaires et secrétaires du roi, XVIe siècle, Paris, Bibliothèque de l'Arsenal, MS-5169 réserve,.

La charge de secrétaire du roi correspond sous l'Ancien Régime à deux sortes d'offices : ceux servant dès le milieu du XIVe siècle à la Grande chancellerie de France (Grand collège) et ceux servant à partir du milieu du XVIe siècle dans les chancelleries près des parlements, cours souveraines, conseils supérieurs et provinciaux (Petit collège). N’exigeant pas la résidence auprès de la chancellerie dont elle dépendait, ni d'être gradué et d'avoir une fonction effective, la charge de secrétaire du roi est une charge anoblissante au prix élevé, dont l'achat permet à la riche bourgeoisie du Tiers-Etat d'acquérir la noblesse au premier degré. Elle fut pour cela qualifiée de « savonnette  à vilain ». Les charges de secrétaires du roi sont supprimées le 7 avril 1791.

## Histoire
L'origine des secrétaires du roi remonte à celle de la monarchie  « du moment qu'il a existé un souverain en France, il lui a nécessairement fallu des secrétaires pour dresser, écrire et signer ses rescrits, ses chartes, ses diplômes et ses lois ».
En novembre 1352 est fondée et établie la compagnie des notaires et secrétaires du roi. Les lettres patentes du 9 mai 1365 lui donnent le titre officiel de « confrérie des secrétaires et notaires du roi » et définissent son organisation.
Les premiers secrétaires du roi sont établis auprès de la Grande chancellerie de France de France, à Paris. Formant le « Grand Collège », ils sont appelés « conseiller-notaire-secrétaire du roi, maison, couronne de France et de ses finances ».
À partir du milieu du XVIe siècle des charges de secrétaires du roi sont créées dans chancelleries auprès des parlements, cours souveraines, conseils supérieurs et provinciaux. formant le « Petit collège », ils sont appelés « conseiller-notaire-secrétaire du roi, maison et couronne de France ».
Le 7 avril 1791, les offices de secrétaires du roi de la Grande chancellerie et des petites chancelleries sont supprimés.

### Les secrétaires du roi de la Grande chancellerie
Les secrétaires du roi de la Grande chancellerie de France sont organisés en « collèges » :
- Le plus ancien collège est celui appelé à l'époque moderne les Six-vingt. Il s'agit de l'évolution de la confrérie des notaires et secrétaires du roi fondée par lettres patentes de 1365. Le nombre de charges est fixé à 59, mais s'il existe 59 secrétaires bénéficiant des gages de la charge, soit la rémunération fixe, il faut y ajouter 61 secrétaires bénéficiant des « bourses », soit la rémunération variable par quote-part du prix des actes écrits.
- Le second collège est celui des Cinquante-quatre, instauré par édit de 1583. Bien que son augmentation ait été prévue par édits de 1641 et 1655, elle n'a jamais été effective.
- Le troisième collège est celui des Vingt de Navarre, qui sont, comme leur nom l'indique, les anciennes charges de la couronne de Navarre, réunies à celles de la couronne de France après l'accession au trône d'Henri IV en 1607. Leur nombre est brièvement porté à 100 en 1661.
- Le quatrième collège est celui des Soixante-six, augmentation en 1608 d'un collège de 26 secrétaires créé en 1587.
- Le cinquième collège est celui des Finances, créé en 1605 et composé à l'origine de 26 offices. Brièvement augmenté de 74 charges en 1622-1623, son nombre est fixé à 36 secrétaires en 1625, puis à 120 en 1635.
- Le sixième collège est celui des Quatre-vingt, créé en 1657 avec les offices prévus pour l'augmentation du collège des Cinquante-quatre et de nouveaux offices.

Ces six collèges anciens sont tous réunis en 1672 dans un nouveau Grand collège rassemblant 240 secrétaires. Leur nombre subit des variations importantes afin d'être fixé à 300 par lettres de 1727.
Les secrétaires du roi du Grand collège étaient chargés de dresser, signer ou rapporter dans les chancelleries établies près des grands organismes de la monarchie, les lettres de grâce, de rémission et autres actes émanant de ces cours. Jean-Louis Vergnaud écrit : « Leur centre d’action demeurait la grande chancellerie, d’où ils essaimaient et établissaient à leur profit – théoriquement du moins – un vaste monopole des écritures officielles. On voit par là à quoi donc se réduit le pompeux étalage que fait de leurs fonctions le préambule de l’édit de novembre 1482 donné par le roi Louis XI ».

## Une charge anoblissante au premier degré

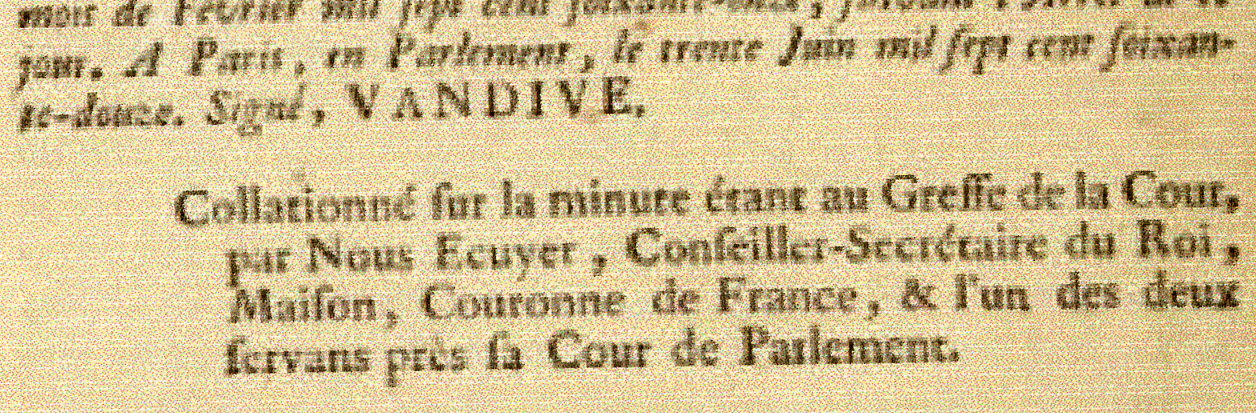
Exemple d'une formulation complète d'une titulature de conseiller-secrétaire du roi : Signé, Vandive, (...) Écuyer, Conseiller-Secrétaire du Roi, Maison, Couronne de France. (Extrait d'un document imprimé du Parlement de Paris, 1772).

François Bluche et Pierre Durye indiquent dans L'anoblissement par charges avant 1789 que par lettres patentes de Février 1484 (1485 nouveau style), le roi Charles VIII accorde aux  secrétaires du roi de la Grande chancellerie de France « la noblesse au premier degré, le privilège d'accéder à tous ordres de chevalerie et l'égalité avec les nobles de quatre races ». Ils ajoutent : « Il faut attendre mai 1572 pour que soit précisé l'obligation de vingt années de service comme condition d'une noblesse transmissible, s'il n'y a pas mort en charge. C'est désormais la noblesse au premier degré de type classique ».
Les secrétaires du roi dans les chancelleries près des parlements, cours souveraines, conseils supérieurs et provinciaux ont la noblesse au premier degré dès la création de ces charges en janvier 1552.
Depuis 1572, leur noblesse personnelle — s'il n'y a pas mort en charge — ne se transmet que s'ils ont servi vingt ans.
Modifiée plusieurs fois par édits et déclarations, depuis les lettres d'octobre 1727 (dont les dispositions subsistent jusqu'à la suppression des secrétaires du roi le 27 avril 1791), la charge de secrétaire du roi confère à nouveau la noblesse au premier degré, une noblesse transmissible après vingt ans de service ou à la mort du titulaire.

## Aspects sociologiques des secrétaires du roi sous l'Ancien Régime
Les charges de secrétaires du roi sont fort coûteuses et fort convoitées car elle permettent l'accès à la noblesse au bout de vingt ans ou de mort en charge. L'achat d'une charge de secrétaire du roi consacre les réussites roturières de la riche bourgeoisie, mais divers ordres, comme ceux de Malte et du Saint-Esprit qui exigeaient quatre degrés de noblesse, ne reçurent jamais de secrétaires du roi non nobles auparavant et Louis XVI refuse de considérer les secrétaires du roi de la Grande Chancellerie comme nobles de quatre générations pour l'application du règlement de 1781 sur les grades militaires.
Selon l'auteur Patrice du Puy de Clinchamps, l'emploi de secrétaire du roi ne demandait aucune aptitude particulière et son accès y était aisé, il suffisait de savoir lire et écrire et d'être de bonnes vie et mœurs (c'est-à-dire de religion catholique), et le roi n’exigeait des secrétaires du roi ni la résidence auprès de la chancellerie dont ils dépendaient, ni qu’ils soient gradués. De fait, dans les petites chancelleries, les charges s'échangeaient de gré à gré, souvent au sein de la même ville.
Bien que confirmée de règne en règne, la noblesse des secrétaires du roi ne laisse pas d'être méprisée par les nobles de race. Par réaction, on qualifia cette charge de « savonnette à vilain ». Le duc de Saint Simon réduit les secrétaires du roi à « un corps de roturiers richards », et Vauban de stigmatiser « cette infection des secrétaires du roi, qui n'ont pas même risqué un rhume pour le service du roi ! ».
L'historienne Caroline Le Mao indique que même si la charge de secrétaire du roi présente l'avantage d'anoblir au premier degré, à Bordeaux, les familles roturières de la première moitié du XVIIe siècle préfèrent, à une charge de secrétaire du roi, celle de conseiller au parlement [noblesse graduelle sur deux génération eh charge] comme mode d'anoblissement car « il n’y avait pas de différence sur le plan de la noblesse, mais il y en avait une en termes de prestige, car un conseiller était considéré différemment d’un simple secrétaire du roi ».
Yohann Travet dans Les officiers de la chancellerie près la cour de Parlement de Flandre, 1774-1790 (2007) écrit : « Même après vingt ans de service, l’agrégation des secrétaires dans le Second Ordre ne paraît pas aller de soi. Ils forment bien plutôt une catégorie « hybride » selon le juste mot de Jean Meyer. Si les officiers de Douai passent en effet des alliances matrimoniales entre eux, il n’est point question d’alliance avec une noblesse plus ancienne que celle des parlementaires. De plus, la noblesse (plus) ancienne ou titrée méprise ouvertement les secrétaires anoblis. ».
À partir du XVIIe siècle, la multiplication de charges de secrétaire du roi qui le plus souvent ne correspondent à aucun besoin, déconsidère la fonction. Au XVIIe siècle, les charges de secrétaires du roi sont de plus occupées par des banquiers, des financiers, des commerçants enrichis et l'assiduité à la chancellerie devient de moins en moins la règle, la fonction en a perdu toute consistance.